# Taha Ayari
Taha Ayari, född 10 maj 2005 i Solna, är en svensk fotbollsspelare som spelar för AIK i Allsvenskan. 

## Klubblagskarriär

### Tidig karriär
Taha Ayaris moderklubb är Råsunda IS, där han kom att börja spela fotboll när han var fem år gammal. Som sjuåring lämnade han klubben för att gå över till AIK.

### AIK
Den 7 oktober 2021 debuterade en 16-årig Ayari för AIK i träningsmatchen mot Jönköpings Södra IF. Två månader senare var han en del av det AIK-lag som blev P17-mästare efter en 5–2-seger i finalen mot Helsingborgs IF.
Våren 2022 provspelade Ayari med nederländska Feyenoord, men blev AIK trogen. Bara månader senare kom också tävlingsdebuten då han hoppade in i en 4–2-cupseger mot Hudiksvalls FF den 31 augusti 2022. Några få dagar senare gjorde han allsvensk debut i en 4–0-seger mot GIF Sundsvall den 4 september 2022 när han minuter kvar att spela bytte av sin storebror Yasin Ayari. Debuten kröntes av att Ayari ordnade den straffspark som fastställde slutresultatet. Den 18 oktober 2022 förlängde Ayari sitt kontrakt med klubben fram till och med den 31 december 2025.
Ayari gjorde sitt första mål för AIK den 6 november 2023 när han gjorde lagets enda mål i ett rivalmöte mot IFK Göteborg på Gamla Ullevi som slutade 1–1.

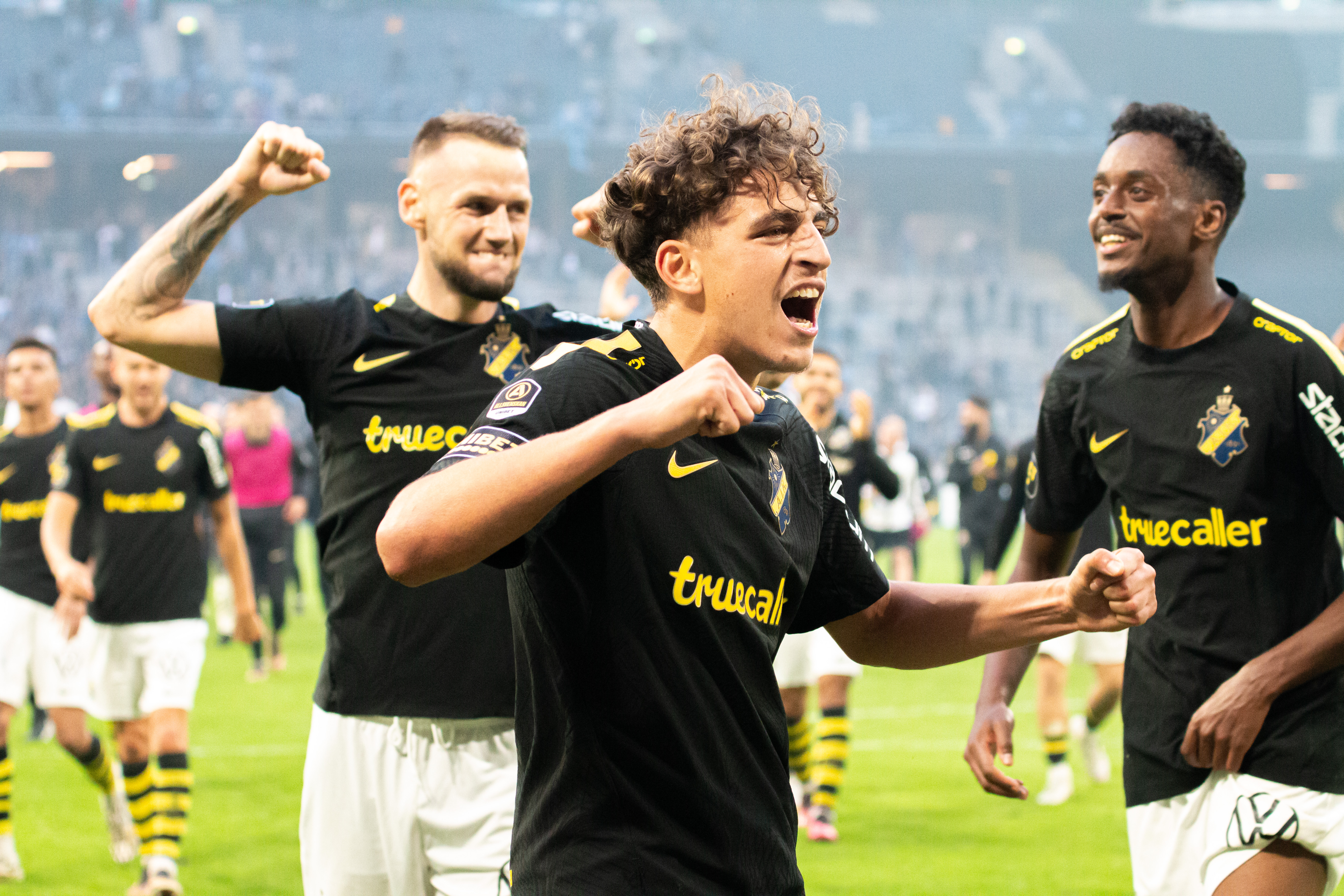
Ayari firar en derbyvinst mot Djurgårdens IF med Alexander Milošević (vänster) och Abdihakin Ali (höger), 24 september 2023

Under ett träningspass i september 2024 åkte Ayari på en korsbandsskadad i sitt vänstra knä vilket ledde till operation och en längre rehabiliteringsperiod. Trots detta valde AIK att visa sitt förtroende för Ayari och den 30 april 2025 förlängde han sitt kontrakt med klubben fram till och med den 31 december 2028.

## Landslagskarriär
Taha Ayari har representerat Sveriges U21-, U19- och U17-landslag. Förutom Sverige är han tillgänglig för landslagsspel för Marocko och Tunisien.
Debuten i U17-landslaget kom i 1–0-förlusten mot Danmark den 7 augusti 2021. Därefter spelade han i fem av sex matcher i kvalet till U17-EM 2022. Taha Ayari togs också ut i mästerskapstruppen och startade i samtliga matcher när Sverige blev utslagna i gruppspelet. Senare samma år debuterade han i U19-landslaget i en 2–2-match mot Österrike den 24 september 2022.

## Statistik
| Klubb              | Säsong             | Liga               | Liga    | Liga | Nationell cup | Nationell cup | Internationell cup | Internationell cup | Övrigt  | Övrigt | Totalt  | Totalt |
| Klubb              | Säsong             | Division           | Matcher | Mål  | Matcher       | Mål           | Matcher            | Mål                | Matcher | Mål    | Matcher | Mål    |
| ------------------ | ------------------ | ------------------ | ------- | ---- | ------------- | ------------- | ------------------ | ------------------ | ------- | ------ | ------- | ------ |
| AIK                | 2022               | Allsvenskan        | 2       | 0    | 1             | 0             | 0                  | 0                  | -       | -      | 3       | 0      |
| Totalt i karriären | Totalt i karriären | Totalt i karriären | 2       | 0    | 1             | 0             | 0                  | 0                  | 0       | 0      | 3       | 0      |

## Privatliv
Taha Ayari är lillebror till fotbollsspelaren Yasin Ayari, som spelar i Brighton & Hove Albion i Premier League. Brödernas föräldrar härstammar från Marocko och Tunisien. Modern är född i Sverige men fadern i Tunisien.